# 陳秉彝 (清廣西人)
陳秉彝（?—?），廣西興安縣人，晚清人物，富商陳克昌之孫。
陳秉彝官至貴州通判。陳克昌死後，秉彝退出官場，回鄉爲祖父母請封誥、建大墓，至今仍存，即漠川陳氏古墓。近年來，漠川鄉人民政府對陳氏故居和古墓進行了修繕。